# Мкенда, Адольф
Адольф Мкенда (англ. Adolf Faustine Mkenda, род. 1963, Rombo District, Килиманджаро) — министр образования, науки и технологий Танзании, ранее занимал пост министра сельского хозяйства. Доцент кафедры экономики в Университете Дар-эс-Салама и политик, который в настоящее время является членом парламента от партии Чама Ча Мапиндузи по избирательному округу Ромбо с ноября 2020 года.

## Политическая карьера
После всеобщих выборов в Танзании 2020 года Мкенда был назначен министром сельского хозяйства в 5-м и 6-м кабинетах министров Танзании. До этого назначения он занимал различные должности: постоянный секретарь Министерства природных ресурсов и туризма (2019–2020), постоянный секретарь Министерства иностранных дел и восточноафриканского сотрудничества (2018–2019 гг.) и постоянный секретарь Министерства промышленности, торговли и инвестиций (2017–2018 гг.). После второго срока Магуфули Мкенда был назначен министром сельского хозяйства и занимал эту должность после ряда перестановок. В январе 2022 года Мкенда был назначен министром образования, науки и технологий.